# Júlio César da Silva Gurjol
Júlio César da Silva Gurjol (Rio de Janeiro, 3 de março de 1956), mais conhecido por Júlio César Uri Geller, é um ex-futebolista brasileiro que atuava como ponta-esquerda.

## Carreira
Ponta-esquerda, jogou no Flamengo entre 1975 e 1981. No período, chegou a ser emprestado ao America em 1976 e ao Remo entre o fim de 1977 e o decorrer do ano de 1978; foi na equipe paraense, então treinada pelo mesmo técnico que promovera sua estreia no Flamengo (Joubert Meira) que conseguiu ganhar ritmo de jogo. Marcou de pênalti o gol do título paraense de 1978, em Re-Pa pela penúltima rodada.
Teve sua melhor fase no Flamengo ao retornar do segundo empréstimo, em 1979, ano que começou a ser apelidado de Uri Geller. Além do título do torneio carioca e do carioca especial, destacou-se no título do Troféu Ramón de Carranza. Também ganhou o primeiro Brasileirão do Flamengo, em 1980, mas já sofrendo críticas por iniciar uma irregularidade de boas partidas. A má fase e dívidas salariais do clube com todo o plantel ensejaram na sua venda em fevereiro de 1981 à equipe argentina do Talleres, que vivia o auge do prestígio esportivo e financeiro.
Na equipe de Córdoba, Júlio César foi o grande destaque no Torneio Metropolitano de 1981, onde um elenco de ídolos locais já envelhecidos precisou brigar contra o rebaixamento. O brasileiro foi artilheiro do elenco e costumava ser elogiado mesmo quando o clube não vencia. Mas, no Torneio Nacional, ele foi lesionado seriamente na terceira rodada e não voltaria a defender o clube, que o revendeu ao Grêmio.
Júlio César participou da campanha gremista vice-campeã brasileira de 1982 para o Flamengo, mas sem chegar a disputar as finais, entre lesões e declínio técnico. Fez seu último jogo pelo clube em outubro de 1982, embora seguisse pertencendo ao Tricolor por mais tempo: foi emprestado no início de 1983 inicialmente ao River Plate, que sofrera contra Júlio César tanto no Metropolitano como no Nacional de 1981. Ele atuou em dois amistosos de início de ano e não foi adquirido em definitivo.
Ainda sob passe do Grêmio, o ponta-esquerda foi emprestado a outros dois clubes em 1983. No Fortaleza, integrou a parte inicial do título cearense daquele ano, marcando inclusive o gol do título do primeiro turno, contra o Ferroviário. O Vasco da Gama então solicitou seu empréstimo para o segundo turno do torneio carioca de 1983. Júlio César não se firmou, mas conseguiu ser negociado com o futebol português, transferindo-se no início de 1984 ao Farense.
Em 1985, o "Uri Geller" integrou o título paranaense daquele ano com o Atlético Paranaense, embora não se firmasse entre os titulares na reta final. Teve posteriormente uma segunda passagem pelo Fortaleza em 1987, chegando a passar sete meses sem jogar por discussões salariais. No fim da carreira, disputaria o torneio carioca em uma volta ao America (em 1988]) e também pelo São Cristóvão (em 1993).
Ainda antes de parar definitivamente em jogar, iniciou em 1990 o curso de educação física para ex-jogadores pelo CREF do Rio de Janeiro. Ele é professor no Centro de Futebol Zico desde a sua fundação e atualmente defende o time sênior do Flamengo.

## Seleção
Pela Seleção Brasileira, Júlio César participou da equipe que venceu o torneio pré-olímpico em 1976, ano em que a mesma seleção ficaria em quarto lugar nos Jogos de Montreal. Contudo, nunca chegou a defender a seleção principal, embora chegasse a ser visto como convocável em 1979, seu ano mais regular no Flamengo.
Em agosto de 1979, foi convocado por César Luis Menotti para defender a seleção do Resto da América do Sul em amistoso festivo contra o Olimpia, que comemorava sua primeira conquista da Taça Libertadores da América. A admiração por Menotti veio a propiciar a contratação de Júlio César pela equipe argentina do Talleres e Júlio César mostrou-se disposto a jogar pela própria seleção argentina, acreditando que Menotti o convocaria para a Copa do Mundo FIFA de 1982 caso não sofresse uma séria lesão em outubro de 1981.

## Títulos
Flamengo
- Taça José João Altafini "Mazzola": 1975
- Torneio Governador Leonino Caiado: 1975
- Torneio da Uva: 1975
- Taça Geraldo Cleofas Dias Alves: 1976
- Campeonato Brasileiro: 1980
- Taça Guanabara:1978,1979
- Campeonato Carioca: 1978, 1979 e 1979 (Especial)
- Taça Sylvio Correa Pacheco: 1981
- Troféu Ramón de Carranza: 1979 e 1980
- Troféu Perugia: 1980
- Troféu Santander: 1980

America-RJ
- Taça Jayme de Carvalho: 1976

Remo
- Campeonato Paraense: 1978
- Torneio Pará-Maranhão: 1977

Fortaleza
- Campeonato Cearense: 1983

Athletico Paranaense
- Campeonato Paranaense: 1985